# Burgstall Immeldorf
Der Burgstall Immeldorf ist eine abgegangene mittelalterliche Wasserburg auf einem erhöhten Hügel 200 Meter nordwestlich der Kirche in Immeldorf, einem heutigen Ortsteil der Marktgemeinde Lichtenau im Landkreis Ansbach in Bayern.
Von der ehemaligen Burganlage der Herren von See ist nichts erhalten. Als weitere Besitzer werden auch die Herren von Dornberg und Heideck genannt.